# Arctocorisa chanceae
Arctocorisa chanceae är en insektsart som beskrevs av Hungerford 1926. Arctocorisa chanceae ingår i släktet Arctocorisa och familjen buksimmare. Inga underarter finns listade i Catalogue of Life.